# Sforza Almeni
Sforza Almeni (Perugia, ... – Firenze, 1566) è stato un cortigiano italiano, cameriere segreto di Cosimo I de' Medici.

## Biografia
Entrato a servizio dei Medici fu il più stretto servitore di Cosimo (cameriere "segreto") per ventiquattr'anni, ricevendo moltissimi onori, come il titolo di cavaliere di Santo Stefano o il palazzo a Firenze sequestrato a Baccio Valori, che ancora oggi porta il nome del perugino.
Nel 1566 rivelò al principe ereditario, Francesco, la relazione del padre Cosimo con la giovane Eleonora degli Albizi, e per questo pagò con la propria vita, venendo assassinato da Cosimo di propria mano in Palazzo Vecchio.